# Infekcja wtórna
Infekcja wtórna – zakażenie organizmu  patogenami, które już istnieją w organizmie, rozmnażają się i dalej go zakażają (oraz inne organizmy). Dotyczy patogenów będących żywymi organizmami lub wirusami. Jego przeciwieństwem jest infekcja pierwotna – zakażenie patogenem po raz pierwszy. 
Pojęcie infekcji pierwotnej i wtórnej często używane jest w fitopatologii. U wiele bowiem patogenów, np. u grzybów, wytwarzane są innego rodzaju zarodniki dokonujące infekcji pierwotnej i wtórnej. Tak np. infekcji pierwotnej jabłoni chorobą parch jabłoni dokonują wiosną płciowe zarodniki – askospory grzyba Venturia inaequalis. Rozwijająca się z nich na jabłoni grzybnia wytwarza innego typu zarodniki – bezpłciowe konidia. Zarodniki te roznoszone przez wiatr dokonują infekcji wtórnej – infekują zarówno już zarażone, jak i nie zarażone drzewa i w ten sposób rozprzestrzeniają chorobę. W ciągu sezonu wegetacyjnego zwykle powstaje kilka pokoleń konidiów, i przy sprzyjającej pogodzie choroba ulega ogromnemu nasileniu.
W przypadku niektórych chorób infekcja wtórna ma decydujące znaczenie w rozprzestrzenianiu choroby. W przypadku chorób roślin wywoływanych przez grzyby decydujące znaczenie w nasileniu infekcji wtórnych ma pogoda; w większości przypadków infekcjom grzybowym sprzyja długotrwała deszczowa pogoda i wiatr.